# Orimattila
Orimattila – miasto i gmina w Finlandii, w regionie Päijät-Häme. W grudniu 2023 zamieszkane przez 15 669 osób. Powierzchnia do roku 2011 wynosiła 616,97 km², z czego 8,5 km² stanowiła woda. 1 stycznia 2011 roku do gminy została włączona sąsiednia gmina Ärtjärvi. Założone w 1636 roku, ma prawa miejskie od 1992.
W 1957 roku w Orimattili urodzili się fińscy reżyserowie Mika i Aki Kaurismäki.

## Sąsiednie gminy
- Hollola
- Iitti
- Kärkölä
- Lahti
- Lapinjärvi
- Myrskylä
- Mäntsälä
- Nastola
- Pukkila

## Miasta partnerskie
- Jõgeva, Estonia
- Östhammar, Szwecja
- Weißenburg-Gunzenhausen, Niemcy